# Массовое движение
Массовое движение — достаточно организованное единство людей, ставящих перед собой определённую цель, как правило, связанную с каким-либо изменением социальной действительности.

## История термина
Массовые движения можно описать как добровольные и анонимные, численно неопределённые и временные множества людей, которых объединяет общая социально значимая цель и солидарность в её достижении.
Термин «массовые» в названии движений указывает не на количество сторонников, а на качество общностей, на характерный способ организации групп этого типа.
Массовое движение — не единственное, но самое специфичное для массовых обществ форма общественной самоорганизации между людьми. Такие движения образовываются и в современном обществе, и в обществах иного типа (общества прошлого). Массовые движения служат индикаторами исторического поворота в станах в сторону цивилизации массового типа. Именно поэтому так возросло число массовых движений в индустриально развитых странах на рубеже XIX—XX веков.
Массовые движения возникают в ответ на неудовлетворённость существующей социальной ситуацией. Также, массовые движения возникают тогда, когда определённые социальные обстоятельства воспринимаются гражданами как нетерпимые.
Цели массовых движений бывают самые разные. В тех случаях, когда движения направлены к институционным изменениям в области государственного управления (цель-политическая), то такие движения являются «общественными движениями» . Примером общественного движения может служить «суфражизм» (движение за предоставление женщинам избирательные права наравне с мужчинами, существовавшее во второй половине XIX века). По достижению своих целей массовое движение заканчивает свое существование.

## Основные характеристики

### Основные характеристики социального движения
П. Штомпка выделяет следующие основные характеристики социального движения:
- Комплективность людей, действующих совместно
- Единое и однозначное отношение к цели коллективных действий (изменение в обществе)
- Коллективность является диффузной, а также находится на низком уровне формальной организации.

Также были выделены характеристики массового движения с «внешней» и с «внутренней» точке зрения:
Любое движение имеет четыре основные характеристики с «внешней точки зрения»:
- Социальная база. Большая часть людей, на которую опирается всё движение. Примеры: пол, возраст, социальный класс, вероисповедание, национальность и так далее.
- Цели движения и основная сфера приложения усилий. Как правило, цели социальных движений носят социальный характер. Примеры: культурные, духовные, профессиональные, политические и так далее.
- Степень организованности. Массовые движения делятся на два класса по степени организованности: спонтанные и создаваемые. Приток новых членов также может являться целенаправленным или стихийным. Также, у движения могут присутствовать или отсутствовать нормы и правила, принципы руководства и так далее. Из этого следует, что массовые движения, как и стихийные группы могут быть искусственными или естественными.
- Направленность идеологии. Определённый уровень эмоционального уровня увлеченности целями, а также теоретических и рациональных представлений.

Практически любое массовое движение имеет три основные характеристики с «внутренней точки зрения»:
- Идеология
- Организация
- Социальная психология

## Уровни социальных движений
Г. М. Андреевой выделяется несколько уровней социальных движений:
- Широкие движения с глобальными целями. На этом уровне у движения ставятся глобальные цели, например, такие как: борьба с атомным оружием, борьба за экологию, борьба за равноправие полов. Примеры движений: «Гринпис», ЛГБТ-сообщество и так далее.
- Локальные движения. На этом уровне цели движения являются не глобальными, а более конкретизированными, связанными, например, с определённым территориальным расположением. Примеры движений: «Российское географическое общество».
- Движения с прагматическими целями в очень ограниченном регионе. Данные движения связаны с конкретным и специфичным событием, местом. Примеры движений: движение за ремонт набережной.

## Основные причины объединения людей в массовые движения
Э. Хоффер) выделил следующие основные причины объединения людей в массовые движения:
- Неудовлетворённость жизнью и сложившейся социальной ситуацией.
- Недостаток информации, которую получает каждый отдельный человек, и, как следствие, невозможность действовать самостоятельно.
- Преувеличенное представление о возможностях и перспективах будущего

## Отличие от группового организованного поведения
В массовом движении отсутствует критическое восприятие информации. Поэтому, когда в массу поступает какой-либо достаточно мощный сигнал извне, он воспринимается как сигнал к действию.
Стихийные группы возникают на основе специфических механизмов, которые запускают массовое поведение людей.
Также известно, что уровень организации всегда обратно пропорционален степени массовости движения.